# Zeytinburnu SK
El Zeytinburnu SK, conocido también como el Zeytinburnuspor, es un equipo de fútbol de Turquía que juega en la Primera División de Estambul, una de las ligas regionales que conforman la séptima división de fútbol en el país.

## Historia
Fue fundado en el año 1953 en la localidad de Zeytinburnu de la ciudad de Estambul y en la temporada 1989/90 juega por primera vez en la Superliga de Turquía luego de ganar el ascenso de la TFF Primera División. En su temporada de debut en la máxima categoría terminaron en décimo lugar, lejos de los primeros lugares de la liga y se salvó del descenso por un punto de diferencia.
En la temporada siguiente el club pierde la categoría tras quedar en el puesto 14 entre 16 equipos, regresando a la superliga dos años más tarde.
Su segunda etapa en la máxima categoría fue también de dos años tras descender en la temporada 1994/95 luego de terminar en el puesto 16 entre 18 equipos, pero en la temporada siguiente regresa a la máxima categoría al terminar en tercer lugar en la TFF Primera División. Su retorno también fue su despedida luego de ser el equipo con peor temporada en la Superliga de Turquía al sumar apenas once puntos en 34 partidos, en donde solo ganó en dos ocasiones a 25 puntos de la salvación.
Desde entonces el club ha estado vagando entre las distintas categorías del fútbol de Turquía, y últimamente han estado participando en las divisiones regionales de Estambul.

## Jugadores

### Jugadores destacados
- Emre Belozoglu